# Mavis Lever

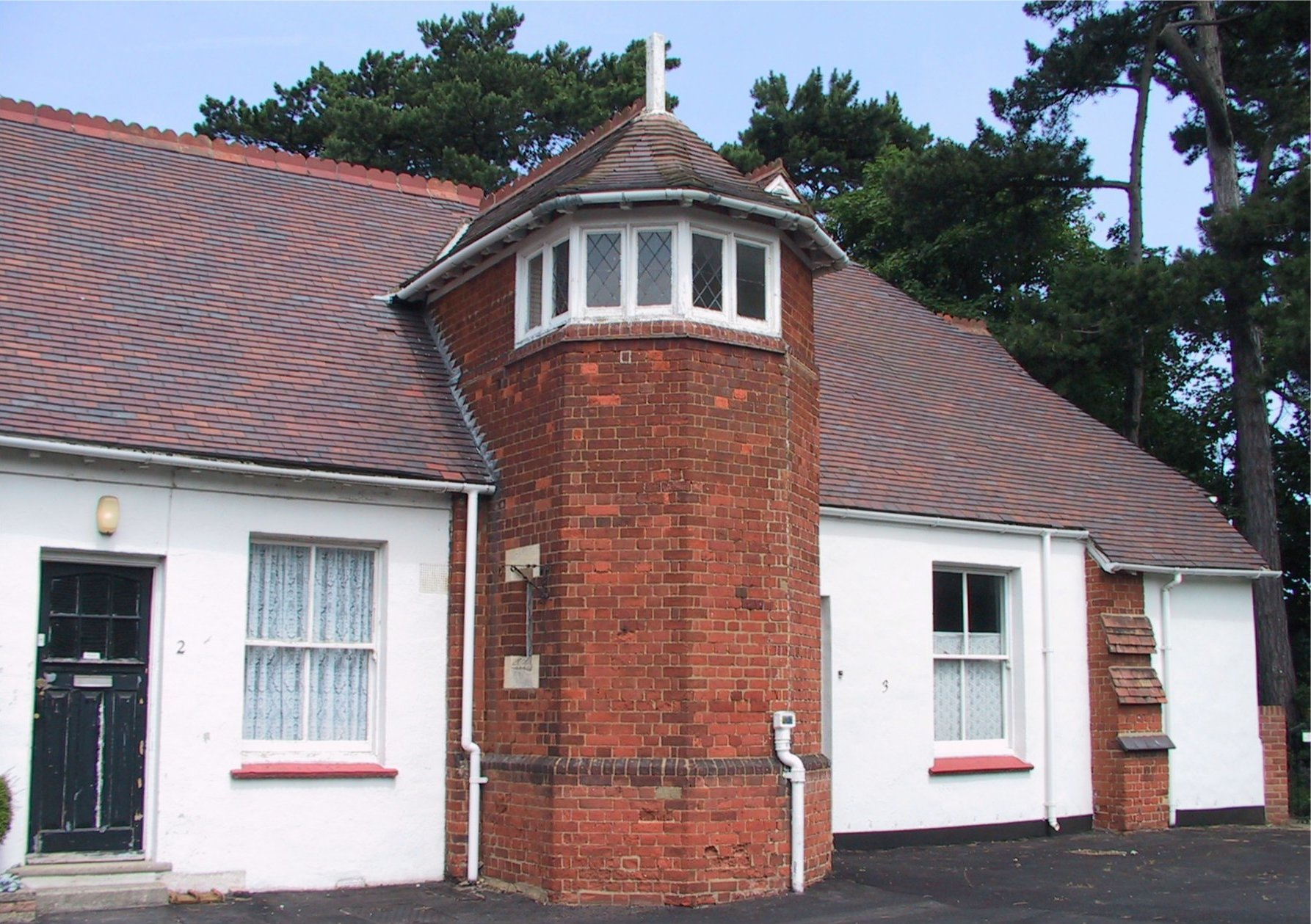
In diesem Gebäude (engl.: The Cottage) in Bletchley Park arbeitete Mavis Lever zusammen mit Dilly Knox an der Entzifferung der Enigma

Mavis Lillian Lever (verheiratete Mavis Batey; * 5. Mai 1921 in Dulwich, einem Stadtteil von London; † 12. November 2013 in Bognor Regis, West Sussex) war eine britische Kryptoanalytikerin. Während des Zweiten Weltkrieges trug sie in der Government Code and Cypher School (GC&CS) (deutsch etwa: „Staatliche Code- und Chiffrenschule“) im englischen Bletchley Park, also der militärischen Dienststelle, die sich erfolgreich mit der Entzifferung des deutschen Nachrichtenverkehrs befasste, wesentlich zum Bruch der deutschen Rotor-Schlüsselmaschine Enigma bei.

## Leben
Bei Ausbruch des Krieges studierte Mavis Lever Germanistik am University College London. Von dort wurde die 18 Jahre junge Studentin im April 1940 als eine der Frauen in Bletchley Park (B.P.) in die Dienste der 70 km nordwestlich von London gelegenen GC&CS abgeworben. Von ihrem neuen Chef, dem renommierten Codebreaker Dillwyn Knox (1884–1943), der von allen „Dilly“ genannt wurde, bekam sie die übliche knappe Begrüßung, die zugleich als Einführung in die neue Aufgabe reichen musste: „Hallo, we’re breaking machines. Have you got a pencil? Here, have a go.“ („Hallo, wir brechen Maschinen. Haben Sie einen Bleistift? Hier, probieren Sie mal.“)
Ein besonderes Glücksgefühl als „Codeknackerin“ war ihr beschieden, als sie im Jahr 1941 einen italienischen Funkspruch analysierte. Er stammte von der italienischen Marine, die zur Verschlüsselung die deutsche Enigma-Maschine benutzte (Modell K mit geänderter Verdrahtung der Walzen). Mavis Lever erkannte, dass der Geheimtext nicht ein einziges Mal den Buchstaben „L“ enthielt, und schloss intuitiv und völlig korrekt, dass es sich um einen „Füllspruch“ handelte, der keinen sinnvollen Text enthielt, sondern nur „Blender“, und dazu diente, dem Gegner Funkaktivität vorzutäuschen und ihn mit sinnloser Kryptanalyse zu beschäftigen. Mavis vermutete ferner aufgrund des im Spruch fehlenden „L“ und der bekannten Eigenschaft der Enigma, dass niemals ein Buchstabe in sich selbst verschlüsselt werden kann („Nichts ist jemals es selbst“), dass der Verfasser des Funkspruchs sich bequemerweise den auf der Tastatur der Enigma ganz rechts unten liegenden Buchstaben ausgesucht hatte, um so möglichst einfach den Füllspruch zu erzeugen.

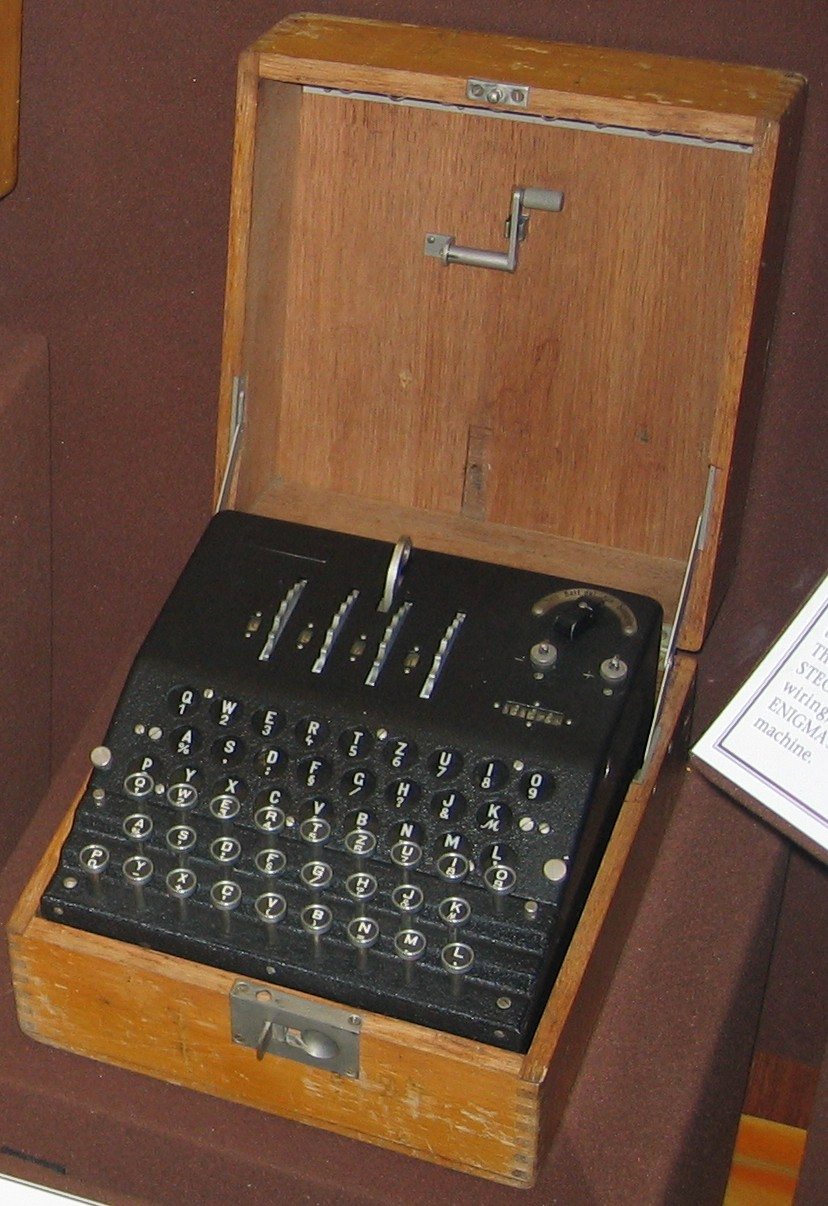
Die Enigma G der Abwehr verfügte über einen speziellen Walzensatz sowie eine rotierende Umkehrwalze

Mavis Lever präsentierte er damit einen extrem langen Crib („wahrscheinliches Wort“) und erlaubte ihr so eine äußerst präzise Analyse der Arbeitsweise der Maschine und der Verdrahtung der Walzen. Diese Erkenntnis führte sie in der Folge am 25. März 1941 zur Entzifferung eines weiteren italienischen Funkspruchs, in dem sie den Crib SUPERMARINA (italienischer Begriff für das damalige Oberkommando der Regia Marina, also der italienischen Kriegsmarine) korrekt vermutete und dem sie die Nachricht „Oggi 25 marzo est giorno X-3“ („Heute, der 25. März, ist der Tag X minus drei“) entringen konnte. Tatsächlich nur drei Tage später, am 28. März 1941, trugen ihre Entzifferungen wesentlich zum Sieg der Royal Navy über die italienische Flotte in der Seeschlacht bei Kap Matapan bei. Damit verhalf ihre Leistung dem Oberbefehlshaber der britischen Flottenverbände im Mittelmeer, Admiral Andrew Cunningham, zum Erfolg in einer der wichtigsten Seeschlachten des Zweiten Weltkriegs.
Am 8. Dezember 1941 gelang Mavis ein weiterer wichtiger kryptanalytischer Durchbruch. Unter der Leitung von „Dilly“ Knox und zusammen mit ihrer Kollegin Margaret Rock „knackte“ sie zum ersten Mal eine von der deutschen Abwehr (Geheimdienst) mithilfe eines speziellen Enigma-Modells (G) verschlüsselte Meldung. Sie sagte: „Nichts kommt dem Anblick einer geknackten Verschlüsselung gleich, es ist wirklich das Beste vom Besten.“ (Im englischen Original: “There is nothing like seeing a code broken, that is really the absolute tops.”)
Ihr Chef schätzte die Mitarbeit seiner beiden fähigen Mitarbeiterinnen sehr, die in B.P. als „Dilly’s girls“ hochgeachtet waren, und lobte sie unter anderem mit den Worten: „Give me a Lever and a Rock and I will move the Universe.“ („Gib mir eine Lever und eine Rock, und ich werde das Universum bewegen“, als Wortspiel mit den Nachnamen seiner beiden Mitarbeiterinnen: Lever heißt Hebel und Rock heißt Fels, auch zu lesen als „Gib mir einen Hebel und einen Fels, und ich werde das Universum bewegen“ – mit unzweifelhaftem Bezug auf das Archimedes zugeschriebene Zitat zu seinem Hebelgesetz: „Gebt mir einen festen Punkt, und ich hebe die Welt aus den Angeln“).
Im November 1942 heiratete Mavis Lever ihren Verlobten Keith Batey, der in der Hut 6 arbeitete, also der Nachbar-Organisationseinheit von B.P., die sich unter Leitung von Gordon Welchman und seinem Stellvertreter Conel Hugh O’Donel Alexander mit der Entzifferung der vom deutschen Heer und der Luftwaffe mit der Enigma I verschlüsselten Funksprüche befasste. Sie trug seitdem den Namen Mavis Batey.
Nach dem Zweiten Weltkrieg wirkte Mavis viele Jahrzehnte als Schriftstellerin und engagierte sich in der Garden History Society, einer britischen Institution, die sich mit der Geschichte der Gartenkunst befasst und um den Erhalt historischer Gärten kümmert. Für ihre Verdienste dort wurde sie im Jahr 1985 mit der Veitch Memorial Medal ausgezeichnet. Im Jahr 1987 wurde sie zudem als Member (MBE) in den Order of the British Empire aufgenommen. Noch im Jahr 2011, zwei Jahre vor ihrem Tod, setzte sie ihrem früheren Chef, der Wortspiele so liebte, ein literarisches Denkmal mit der Biografie „Dilly – The Man Who Broke Enigmas“ (deutsch „Dilly – Der Mann, der Enigmas brach“; aber auch zu lesen als: „Der Mann, der Rätsel löste“).
Mavis starb 92-jährig, drei Jahre nach ihrem Ehemann Keith, und hinterließ drei Kinder.

## Schriften
- Mavis Batey: From Bletchley with Love. 1968 (englisch).
- Mavis Batey: Alice's Adventures in Oxford. Pitkin Pictorials, 1980, ISBN 978-0-85372-295-3 (englisch).
- Mavis Batey: Oxford Gardens: the university's influence on garden history. 1982 (englisch).
- Mavis Batey: Nuneham Courtenay: An Oxfordshire 18th-century Deserted Village. 1983 (englisch).
- Mavis Batey: Reader's Digest Guide to Creative Gardening. 1984 (englisch).
- Mavis Batey: The Historic Gardens of Oxford & Cambridge. 1989 (englisch).
- Mavis Batey, David Lambert: The English Garden Tour – A View Into the Past. John Murray, 1990, ISBN 978-0-7195-4775-1 (englisch).
- Mavis Batey: Horace Walpole as Modern Garden Historian. 1991 (englisch).
- Mavis Batey: Regency Gardens. Shire Books, 1995, ISBN 978-0-7478-0289-1 (englisch).
- Mavis Batey: Story of the Privy Garden at Hampton Court. 1995 (englisch).
- Mavis Batey: Jane Austen and the English Landscape. 1996 (englisch).
- Mavis Batey: The World of Alice. 1998 (englisch).
- Mavis Batey: Alexander Pope: The Poet and the Landscape. Barn Elm, 1999, ISBN 978-1-899531-05-9 (englisch).
- Mavis Batey: Dilly: The Man Who Broke Enigmas. 2011, ISBN 978-1-906447-15-1 (englisch).
- Mavis Batey: The Gardens of William and Mary. (englisch).